# Лопатка (приток Кети)
Лопатка (сельк. А́ктайгы) — река в России, протекает по Верхнекетскому и Енисейскому районам Томской области и Красноярскому краю. Устье реки находится в 798 км по правому берегу реки Кеть. Длина реки составляет 21 км.

## Данные водного реестра
По данным государственного водного реестра России относится к Верхнеобскому бассейновому округу, водохозяйственный участок реки — Кеть, речной подбассейн реки — бассейн притоков (Верхней) Оби от Чулыма до Кети. Речной бассейн реки — (Верхняя) Обь до впадения Иртыша.